# Ervin Omić
Ervin Omić (ur. 20 stycznia 2003 w Ried im Innkreis) – austriacki piłkarz, pochodzenia bośniackiego, występujący na pozycji defensywnego pomocnika lub środkowego obrońcy w polskim klubie klubie Wisła Kraków. Juniorski i młodzieżowy reprezentant Austrii.

## Kariera klubowa
Omić rozpoczął treningi piłki nożnej w klubie SV Ried w 2011 roku i pozostał w nim do stycznia 2017, kiedy to w wieku 13 lat dołączył do akademii Red Bull Salzburg. W 2019 roku Omić przeniósł się do Juventusu, gdzie początkowo grał w drużynie do lat 16. W następnym sezonie awansował do drużyny do lat 17., a przy powrocie po kontuzji otrzymał opaskę kapitana.
16 marca 2022 Omić zadebiutował w piłce seniorskiej, w Juventusie U23 – rezerwowej drużynie włoskiego klubu – wchodząc na boisko jako rezerwowy w 87. minucie meczu przegranego 2:1 z Calcio Lecco 1912.
18 czerwca 2022 piłkarz dołączył do austriackiego klubu Wolfsberger AC na zasadzie transferu, podpisując trzyletni kontrakt. Swój pierwszy mecz dla klubu rozegrał 9 sierpnia 2022, występując w meczu play-off Ligi Konferencji Europy UEFA przeciwko Gżira United, który zakończył się wygraną 0:4 na wyjeździe.
19 sierpnia 2025 został zawodnikiem Wisły Kraków podpisując 2-letni kontrakt .

## Kariera reprezentacyjna
Ze względu na pochodzenie, Omić może reprezentować zarówno Austrię, jak i Bośnię i Hercegowinę na arenie międzynarodowej.
Grał na wszystkich szczeblach juniorskich i młodzieżowych Austrii, aż do reprezentacji do lat 21. W czerwcu 2022 znalazł się w składzie reprezentacji Austrii do lat 19., która wzięła udział w Mistrzostwach Europy UEFA do lat 19. na Słowacji.